# Harmony Row
| Recensione              | Giudizio |
| ----------------------- | -------- |
| AllMusic                |          |
| Robert Christgau        | C+       |
| Piero Scaruffi          |          |
| Dizionario del Pop-Rock |          |
| 24.000 dischi           |          |

Harmony Row è un album di Jack Bruce, pubblicato dalla casa discografica Polydor Records nel luglio del 1971.

## Tracce

### LP
Lato A
1. Can You Follow – 1:27 (testo: Pete Brown – musica: Jack Bruce)
2. Escape to the Royal Wood (On Ice) – 3:38 (testo: Pete Brown – musica: Jack Bruce)
3. You Burned the Tables on Me – 3:41 (testo: Pete Brown – musica: Jack bruce)
4. There's a Forest – 1:42 (testo: Pete Brown – musica: Jack Bruce)
5. Morning Story – 4:46 (testo: Pete Brown, Janet Godfrey – musica: Jack Bruce)
6. Folk Song – 4:06 (testo: Pete Brown – musica: Jack Bruce)

Lato B
1. Smiles and Grins – 5:54 (testo: Pete Brown – musica: Jack Bruce)
2. Post War – 4:15 (testo: Pete Brown – musica: Jack Bruce)
3. A Letter of Thanks – 2:52 (testo: Pete Brown – musica: Jack Bruce)
4. Victoria Sage – 4:57 (testo: Pete Brown – musica: Jack Bruce)
5. The Consul at Sunset – 4:00 (testo: Pete Brown – musica: Jack Bruce)

### CD
Edizione CD del 2003, pubblicato dalla Polydor Records (065 605-2)
1. Can You Follow? – 1:32 (testo: Pete Brown – musica: Jack Bruce)
2. Escape to the Royal Wood (On Ice) – 3:44 (testo: Pete Brown – musica: Jack Bruce)
3. You Burned the Tables on Me – 3:49 (testo: Pete Brown – musica: Jack Bruce)
4. There's a Forest – 1:44 (testo: Pete Brown – musica: Jack Bruce)
5. Morning Story – 4:56 (testo: Pete Brown, Janet Godfrey – musica: Jack Bruce)
6. Folk Song – 4:20 (testo: Pete Brown – musica: Jack Bruce)
7. Smiles and Grins – 6:05 (testo: Pete Brown – musica: Jack Bruce)
8. Post War – 4:20 (testo: Pete Brown – musica: Jack Bruce)
9. A Letter of Thanks – 2:54 (testo: Pete Brown – musica: Jack Bruce)
10. Victoria Sage – 5:02 (testo: Pete Brown – musica: Jack Bruce)
11. The Consul at Sunset – 4:14 (testo: Pete Brown – musica: Jack Bruce)
12. Green Hills ("Can You Follow") – 2:16 (testo: Pete Brown – musica: Jack Bruce) – Traccia bonus - Registrato il 15 gennaio 1971 al Command Studios, Londra
13. Escape to the Royal Wood (On Ice) (Strumentale Demo) – 4:01 (musica: Jack Bruce) – Traccia bonus - Registrato il 6 ottobre 1969 al Morgan Studios, Londra
14. There's a Forest – 2:11 (testo: Pete Brown – musica: Jack Bruce) – Traccia bonus - First take - Registrato il 18 gennaio 1971 al Command Studios, Londra
15. You Burned the Tables on Me – 4:10 (testo: Pete Brown – musica: Jack Bruce) – Traccia bonus - Versione con piano elettrico - Registrato il 10 gennaio 1971 al Command Studios, Londra
16. Can You Follow – 1:46 (testo: Pete Brown – musica: Jack Bruce) – Traccia bonus - First take - Registrato il 18 gennaio 1971 al Command Studios, Londra

## Musicisti
- Jack Bruce – basso, organo, piano, piano elettrico, chitarra acustica, voce
- Chris Spedding – chitarra
- John Marshall – batteria, percussioni [8]

Note aggiuntive
- Jack Bruce – produttore, arrangiamenti
- The Robert Stigwood Organisation Limited – co-arrangiamenti
- Registrazioni effettuate nel gennaio 1971 al Command Studios di Londra (eccetto brano demo: Escape to the Royal Wood (On Ice))
- Barry Ainsworth  – ingegnere delle registrazioni
- Brano demo: Escape to the Royal Wood (On Ice), registrato il 6 ottobre 1969 al Morgan Studios di Londra
- Andrew Johns – ingegnere delle registrazioni (Morgan Studios)
- Roger Brown – foto e design copertina album originale [9][10]